# Кронебреэн
Кронебреэн (норв. Kronebreen) — ледник, расположенный в западной части острова Западный Шпицберген (архипелаг Шпицберген).
Площадь ледника составляет около 690 км². Ледник движется со средней скоростью 2 м в день. Сливается с двумя другими ледниками — Конгсвеген и Конуэй.